# Distretto di Petrykivka
Il distretto di Petrykivka (in ucraino Петриківський район?) era un distretto dell'Ucraina, situato nell'oblast' di Dnipropetrovs'k. Il suo capoluogo era Petrykivka.
È stato soppresso con la riforma amministrativa del 2020.